# 长乐坊街道
长乐坊街道，是中华人民共和国陕西省西安市碑林區下辖的一个乡镇级行政单位。

## 行政区划
长乐坊街道下辖以下地区：
兴庆社区、伞塔社区、新兴社区、孟家巷社区、长乐社区、更新社区、金花社区、环东社区、八仙庵社区和中山社区。